# Hering auf der Hose
Hering auf der Hose, auch bekannt unter dem Titel Rache ist süß (Originaltitel: The Revengers’ Comedies), ist eine schwarze Komödie aus dem Jahr 1997, die unter der Regie von Malcolm Mowbray, basierend auf dem Stück The Revengers’ Comedies von Alan Ayckbourn, entstanden ist. In den Hauptrollen sind Sam Neill, Helena Bonham Carter und Kristin Scott Thomas zu sehen.

## Handlung
Der zurückhaltende Henry Bell wird von seinem herablassenden Boss Bruce Tick gefeuert, während die wohlhabende und exzentrische Karen Knightly von ihrem Liebhaber Anthony Staxton-Billing sitzengelassen wird. Dieser hat sich dafür entschieden, zu seiner Frau Imogen zurückzukehren. Henry und Karen wollen ihrem Leben ein Ende setzen, indem sie von der Tower Bridge in London springen. Das Vorhaben misslingt und so lernen sie sich schließlich kennen. Karen und Henry schließen einen Pakt; jeder von ihnen soll im Namen des anderen einen Racheakt vollziehen. Henry zeigt sich allerdings wenig begeistert von dem Plan.
Karen verkleidet sich als hässliche Bürohilfskraft, findet eine Anstellung als Assistentin von Bruce Tick und zerstört in Windeseile dessen Ehe, indem sie seiner Frau Hilary weismacht, dass Bruce eine außereheliche Affäre hat. Henry hingegen fällt es schwer, seinen Teil der Abmachung einzuhalten, da er sich in Imogen Staxton-Billing verliebt. Anstatt ihren Untergang einzufädeln, beginnt er eine Affäre mit ihr. Henry findet zudem heraus, dass Anthony Karen nicht wegen Imogen verlassen hat, sondern wegen einer Kosmetikerin namens Daphne Teal. Er kommt zu dem Schluss, dass Karen möglicherweise mehr Schurke als Opfer ist. Und tatsächlich erweist sie sich als furchtbare Gegenspielerin, als sie erfährt, dass Henry den Pakt gebrochen hat.

## Produktionsnotizen
Die Aufnahmen im ländlichen Gebiet wurden in Weston Turville in Buckinghamshire, die Innenaufnahmen in den Twickenham Film Studios in Middlesex gedreht.
Der Film kam in Italien für kurze Zeit mit dem Titel Love and Vendettas in die Kinos. Doch aufgrund des bescheidenen Erfolgs wurde er zunächst nicht weiter vertrieben. Am 30. Dezember 1999 wurde er vom britischen Sender BBC Two erstmals im Fernsehen ausgestrahlt. Er erschien später in den Vereinigten Staaten und in Deutschland auf DVD.

## Kritik
„In der Struktur an Hitchcocks Klassiker Verschwörung im Nordexpress angelehnter Film, der den Stoff jedoch als Komödie entwickelt. Seitenhiebe auf britische Konventionen, mitunter etwas derber Humor und die Spiellaune der Hauptdarsteller, die lustvoll gegen ihr Image anspielen, sorgen für solide Unterhaltung.“